# Beda Czcigodny

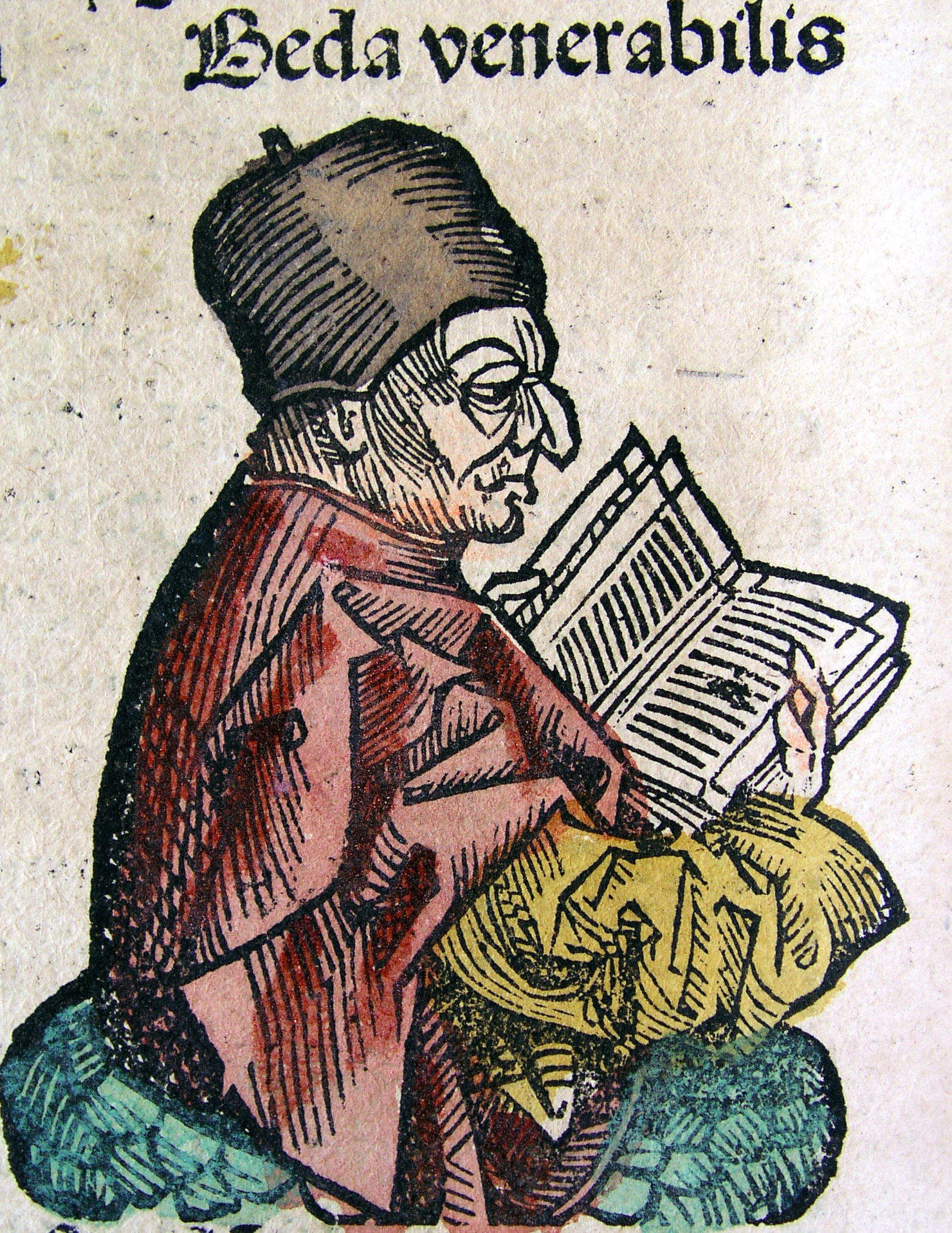
Beda Czcigodny (ilustracja z Kroniki norymberskiej).

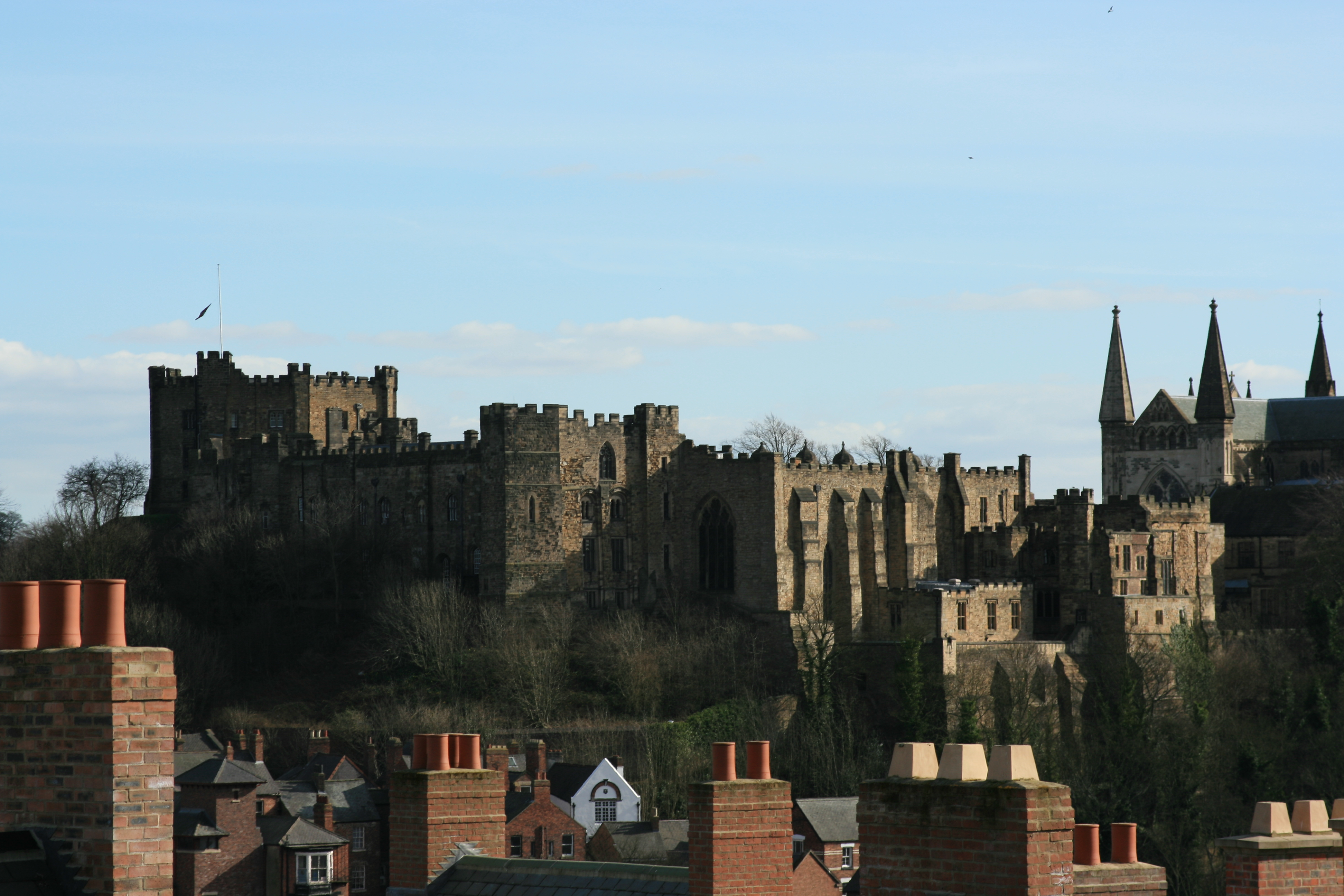
Zamek i katedra w Durham.

Beda (ang. Bede), zwany Czcigodnym lub Wspaniałym, łac. Venerabilis, sang. Bǣda lub Bēda (ur. 672 w Wearmouth k. Sunderlandu w Anglii lub 673, zm. 25 maja 735 w Jarrow) – anglosaski mnich benedyktyn, prezbiter, związany z klasztorami w Wearmouth oraz Jarrow w Nortumbrii (obecnie klasztor Wearmouth-Jarrow ), wszechstronny uczony.
W Kościołach: katolickim, prawosławnym i anglikańskim uznany za świętego. W Kościele katolickim ponadto doktor Kościoła. Niektóre Kościoły protestanckie uznają go za bohatera wiary. Anglikanie i luteranie zaliczają go do odnowicieli Kościoła.
Cały życiorys Bedy zawarty jest we wzmiance w jego dziele Historii kościelnej narodu angielskiego (Historia ecclesiastica gentis Anglorum). Znalazł się w klasztorze Wearmouth w wieku 7 lat jako oblat. Trzy lata później Ceolfryd zabrał go do nowo założonej filii opactwa w Jarrow, gdzie spędził resztę życia. Zdobył wykształcenie klasztorne, ucząc się od wykształconych mnichów. W wieku lat 19 został diakonem. Święcenia kapłańskie przyjął, mając lat 30. Sam nauczał i pisał.
Był również przyrodnikiem; głosił kulistość Ziemi. Opracowywał tablice paschalne na 532 lata (tablice paschalne opracowywano w cyklach 84-letnich, a od V w. 95-letnich). Liczył lata od narodzenia Jezusa Chrystusa, możliwe że jako pierwszy uczony w Europie Zachodniej. Datowanie tym sposobem było wówczas nieznane w Europie Zachodniej.

## Życiorys

Opera Bedae Venerabilis (1563)

### Pochodzenie
Prawie wszystko, co wiadomo o życiu Bedy, jest zawarte w ostatnim rozdziale jego dzieła pt. „Historia ecclesiastica gentis Anglorum”, historii kościoła w Anglii. Została ona ukończona około 731, a Beda sugeruje, że miał wtedy pięćdziesiąt dziewięć lat, co daje rok urodzenia 672 lub 673. Uczony powiedział o sobie: „Ex quo tempore accepti presbyteratus usque ad annum aetatis meae LVIIII...”, czyli: „Od chwili, gdy zostałem księdzem aż do pięćdziesiątego dziewiątego roku mego życia moim zajęciem było... sporządzanie krótkich sprawozdań z dzieł czcigodnych ojców na temat Pisma Świętego...”. Zasugerowano także inne, mniej prawdopodobne interpretacje tego fragmentu – na przykład, iż jego wypowiedź oznaczała że we wspomnianym roku życia Beda zakończył pisanie o pismach świętych. Niewielkim źródłem informacji jest list jego ucznia Kutberta, gdzie opisana została śmierć Bedy (nie mylić ze świętym Kutbertem, który jest wspomniany w dziełach Bedy). Kutbert jest przypuszczalnie tą samą osobą co późniejszy opat Monkwearmouth-Jarrow, lecz nie jest to pewne. Beda, w Historii, opisuje swoje miejsce narodzin „na ziemiach tego klasztoru”.
Odnosi się on do bliźniaczych klasztorów Monkwearmouth i Jarrow, odpowiednio we współczesnym Wearside i Tyneside; Istnieje również tradycja, zgodnie z którą urodził się w Monkton, dwie mile od miejsca, w którym później zbudowano klasztor w Jarrow. Beda nie mówi nic o swoim pochodzeniu, ale jego powiązania z ludźmi szlachetnych przodków sugerują, że rodzina świętego była zamożna. Pierwszym opatem Bedy był Benedykt Biscop, a nazwiska „Biscop” i „Beda” pojawiają się na liście królów Lindsey z około 800, co dodatkowo sugeruje, że święty pochodził ze szlachetnej rodziny.

### Etymologia imienia
Imię Bedy odzwierciedla zachodniosaskie imię Bīeda (nortumbriańskie: Bǣda, anglikańskie: Bēda). Jest to skrócona wersja imienia w języku staroangielskim, która wywodzi się od wyrażenia bēodan „kazać, rozkazywać”.
Imię to występuje również w Kronice anglosaskiej, s.a. 501, jako Bieda, jeden z synów saskiego założyciela Portsmouth. Liber Vitae Katedry w Durham wymienia dwóch księży o tym imieniu, z których jednym jest prawdopodobnie sam Beda. Niektóre rękopisy Życia Kutberta, jednego z dzieł świętego, wspominają, że ksiądz Kutberta miał na imię Beda; możliwe jednak, że ten kapłan to inna osoba, wymieniona w Liber Vitae.

### Oblat w Monkwearmouth
W wieku siedmiu lat Beda został wysłany jako „puer oblatus” do klasztoru Monkwearmouth przez swoją rodzinę, gdzie miał otrzymywać naukę od Benedykta Biscopa, a później – od Ceolfryda. Beda nie mówi, czy w tym momencie było już zamierzone, że zostanie mnichem. W tamtych czasach w Irlandii dość często zdarzało się, że młodzi chłopcy, zwłaszcza szlachetnie urodzeni, byli wychowywani jako oblatowie; praktyka ta prawdopodobnie była również powszechna wśród ludów germańskich w Anglii. Siostrzany klasztor Monkwearmouth w Jarrow został założony przez Ceolfryda w 682 roku, a Beda prawdopodobnie przeniósł się do tego miasta wraz z Ceolfrydem w tym samym roku. Kamień poświęcony kościołowi przetrwał do 1969 roku; jest datowany na 23 kwietnia 685 r., a ponieważ Beda musiałby pomagać w codziennych pracach służebnych, możliwe, że pomagał w budowie pierwotnego kościoła. W 686 r. w Jarrow wybuchła zaraza. W „Życiu Ceolfryda”, napisanym około 710 r., odnotowano, że tylko dwóch mnichów, którzy przeżyli, było w stanie odśpiewać pełne oficjum; jednym był Ceolfryd, a drugim młody chłopiec, który według anonimowego pisarza był uczniem tego pierwszego. Obaj zdołali wykonać całą służbę liturgiczną, dopóki inni nie mogli zostać przeszkoleni. Przypuszcza się, że tym młodym chłopcem był właśnie Beda, który wówczas mógł mieć około 14 lat.

### Diakonat i święcenia kapłańskie
Kiedy Beda miał około 17 lat, Adamnan, opat Iony, odwiedził Monkwearmouth i Jarrow. Beda prawdopodobnie spotkał się z opatem podczas tej wizyty i być może Adamnan wzbudził zainteresowanie młodego benedyktyna w problematyce wyznaczania dat Świąt Wielkanocnych. Około 692 r., w dziewiętnastym roku życia, Beda został wyświęcony na diakona przez swojego biskupa diecezjalnego Jana z Beverley, który był biskupem Hexham. Kanoniczny wiek święceń diakonatu wynosił 25 lat; Wczesne wyświęcenie Bedy może oznaczać, że jego zdolności zostały uznane za wyjątkowe, ale możliwe jest również, że minimalny wiek był często lekceważony.
Mogły istnieć niższe święcenia niższe od diakona; ale nie ma wzmianki o tym, czy Beda piastował którykolwiek z tych urzędów (Izydor z Sewilli wymienia sześć zakonów poniżej diakona, ale zakony te nie musiały istnieć w Monkwearmouth.) W trzydziestym roku swojego życia (około 702) Beda został kapłanem, a święceń ponownie udzielił biskup Jan.

### Pierwsze dzieła
Około 701 r. Beda napisał swoje pierwsze dzieła, „De Arte Metrica” i „De Schematibus et Tropis”; oba były przeznaczone do celów dydaktycznych. Kontynuował pisanie przez resztę swojego życia; finalnie ukończył ponad 60 książek, z których większość przetrwała. Nie wszystkie jego prace można łatwo datować, a nad niektórymi tekstami Beda mógł pracować przez wiele lat. Jego ostatnim zachowanym dziełem jest list do Egberta z Yorku, byłego ucznia, napisany w 734 r. Zachował się grecki i łaciński rękopis „Dziejów Apostolskich” z VI wieku, którego prawdopodobnie używał Beda i obecnie znajduje się w Bibliotece Bodlejańskiej na Uniwersytecie Oksfordzkim; jest znany jako Kodeks Laudiański. Beda mógł również pracować nad niektórymi łacińskimi Bibliami, które zostały skopiowane w Jarrow; jedna z nich – Kodeks Amiatyński – jest obecnie przechowywana w Bibliotece Laurenziana we Florencji. Kilka stron z innego egzemplarza znajduje się w British Museum. Beda był zarówno nauczycielem, jak i pisarzem; lubił muzykę i podobno osiągnął sukces jako śpiewak i recytator poezji w języku narodowym. Możliwe, że cierpiał na wadę wymowy, ale zależy to od frazy we wstępie do jego wersetu z życia św. Kutberta. Tłumaczenia tego wyrażenia różnią się i nie jest pewne, czy Beda zamierzał powiedzieć, że został wyleczony z problemu mowy, czy tylko, że zainspirowały go dzieła świętego. (Kluczowa fraza to „per linguae curationem”, która jest różnie tłumaczona jako „jak wyleczono jego język”, „raka na języku” lub, zgodnie z inną interpretacją słowa „curationem”, „kierownictwo mojego języka”).

### Oskarżenia o herezję

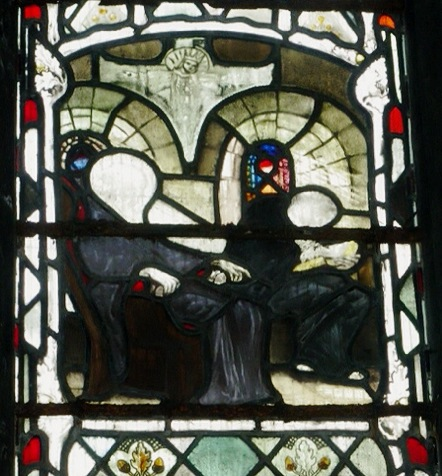
Witraż w Katedrze w Gloucesterze przedstawiający Bedę dyktującego tekst skrybie

W 708 r. niektórzy mnisi z klasztoru w Hexham oskarżyli Bedę o popełnienie herezji w jego dziele „De Temporibus”. W tamtym czasie standardowy teologiczny pogląd na historię świata był znany jako tzw. „Sześć wieków świata”; w swojej książce Beda obliczył wiek świata dla siebie, zamiast przyjąć autorytet Izydora z Sewilli i doszedł do wniosku, że Chrystus urodził się 3952 lata po stworzeniu świata, wbrew powszechnie akceptowanej przez teologów dacie, która wynosiła ponad 5000 lat.Oskarżenie miało miejsce przed biskupem Hexham, Wilfrydem z Yorku, który był obecny na uczcie, kiedy pewna grupa pijanych mnichów wniosła oskarżenie. Biskup nie odpowiedział na te zarzuty, ale obecny mnich zrelacjonował Bedzie to zdarzenie, a ten w ciągu kilku dni odpowiedział mnichowi, pisząc list przedstawiający argumenty na swoją obronę i prosząc, aby list został również odczytany Wilfrydowi. Beda miał kolejny kontakt z Wilfrydem, ponieważ historyk mówi, że kiedyś spotkał biskupa Hexham między 706 a 709 i dyskutował z nim o Edeltrudzie, ksieni klasztoru w Ely. Wilfryd był obecny przy ekshumacji jej ciała w 695 r., a Beda wypytał go o dokładne okoliczności ekshumacji i poprosił o więcej szczegółów z życia ksieni, ponieważ biskup Hexham był jej doradcą.

### Podróże
W 733 roku Beda udał się do Yorku, aby odwiedzić Egberta, który był wówczas biskupem tego miasta. Stolica Yorku została podniesiona do rangi arcybiskupstwa w 735 i jest prawdopodobne, że Beda i Egbert dyskutowali nad propozycją podniesienia podczas jego wizyty. Beda miał nadzieję odwiedzić biskupa Yorku ponownie w 734, ale był zbyt chory, aby odbyć tę podróż. Beda udał się także do klasztoru Lindisfarne i w pewnym momencie odwiedził nieznany skądinąd klasztor, na czele którego stał mnich o imieniu Wicthed; o samej wizycie święty wspomina w liście, adresowanym do tego mnicha. Ze względu fakt, iż Beda prowadził szeroko rozpowszechnioną korespondencję z innymi osobami na Wyspach Brytyjskich (ponadto wiele listów sugeruje, że benedyktyn spotkał się ze swoimi korespondentami), jest prawdopodobne, że Beda podróżował do innych miejsc, chociaż nie można wywnioskować nic więcej na temat czasu ani lokalizacji. Wydaje się pewne, że nie odwiedził jednak Rzymu, gdyż nie wspomniał o tym w autobiograficznym rozdziale swojej „Historia Ecclesiastica”. Wiadomo, iż Nothelm, korespondent Bedy, który pomógł mu znaleźć dla niego dokumenty w Rzymie, odwiedził świętego, chociaż nie można ustalić daty poza faktem, że nastąpiło to po wizycie Nothelma w Rzymie. Poza kilkoma wizytami w innych klasztorach, jego życie upłynęło na modlitwie, przestrzeganiu dyscypliny monastycznej i studiowaniu Pisma Świętego. Był uważany za najbardziej uczonego człowieka swoich czasów..

### Ostatnie lata

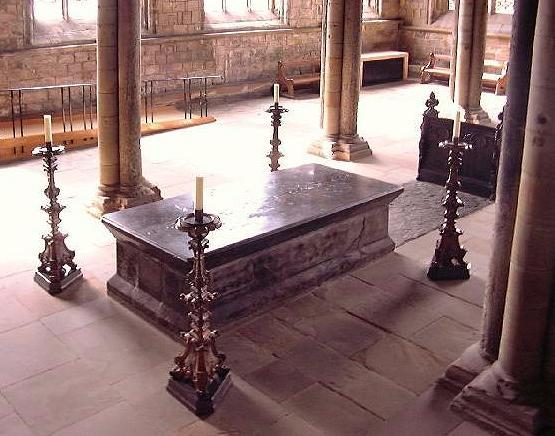
Grób Bedy w Kaplicy Galilejskiej na zachodnim krańcu katedry w Durham

Beda zmarł w Święto Wniebowstąpienia Pańskiego, w czwartek, 26 maja 735 r., na podłodze swojej celi, śpiewając „Chwała Ojcu i Synowi i Duchowi Świętemu” i został pochowany w Jarrow. Kutbert, uczeń Bedy, napisał list do Cuthwina (o którym nic więcej nie wiadomo), opisując ostatnie dni Bedy i jego śmierć. Według Kutberta Beda zachorował „z częstymi atakami duszności, ale prawie bez bólu” przed Wielkanocą. We wtorek, dwa dni przed śmiercią Bedy, jego oddech się pogorszył, a stopy puchły. Jednak nadal dyktował skrybie i pomimo spędzenia nocy na modlitwie, następnego dnia ponownie dyktował. Według Kutberta o trzeciej po południu poprosił o przyniesienie jego skrzyni z rzeczami osobistymi i rozdanie wśród kapłanów klasztoru „kilku jego skarbów” opisanych jako: „trochę pieprzu, serwetek i trochę kadzideł”. Tej nocy podyktował ostatnie zdanie skrybie, chłopcu o imieniu Wilberht, i wkrótce potem zmarł. Relacja Kutberta nie wyjaśnia do końca, czy Beda zmarł przed północą, czy po. Jednak według obliczeń czasu Bedy przejście od starego dnia do nowego nastąpiło o zachodzie słońca, a nie o północy, a Kutbert wyraźnie wskazuje, że zmarł po zachodzie słońca. Tak więc, podczas gdy jego loża została przyniesiona o trzeciej po południu w środę 25 maja, do czasu ostatecznego dyktowania można by ją uznać za 26 maja w sensie kościelnym, chociaż 25 maja w zwykłym znaczeniu.

### Poemat
List Kutberta odnosi się również do pięciowierszowego poematu w języku narodowym, który Beda skomponował na łożu śmierci, znanego jako „Beda’s Death Song” (dosł. „pieśń śmierci Bedy”). Jest to najczęściej kopiowany wiersz staroangielski i pojawia się w 45 rękopisach, ale jego przypisanie Bedzie nie jest pewne – nie wszystkie rękopisy wymieniają go jako autora; z kolei rękopisy, według których święty faktycznie był autorem poematu, pochodzą z późniejszego okresu.
Szczątki Bedy mogły zostać przeniesione do katedry w Durham w XI wieku; jego grób został splądrowany w 1541 r., ale zawartość prawdopodobnie została ponownie pochowana w kaplicy Galilei w katedrze.

### Kontrowersje dot. potencjalnego małżeństwa
Kolejną osobliwością w jego pismach jest to, że w jednym ze swoich dzieł, „Komentarzu do siedmiu listów katolickich”, pisze w sposób, który sprawia wrażenie, jakby był żonaty. Ta sekcja jest jedyną w tej pracy napisaną z perspektywy pierwszej osoby. Beda mówi: „Modlitwa jest utrudniona przez obowiązek małżeński, ponieważ ilekroć wykonuję to, co należy się mojej żonie, nie jestem w stanie się modlić”. Inny fragment w „Komentarzu do Łukasza” również wspomina żonę w pierwszej osobie: „Niegdyś posiadałem żonę w pożądliwej namiętności, a teraz posiadam ją w uświęcenie i prawdziwą miłość Chrystusa”. Historyk Benedicta Ward twierdzi, że w przytoczonych fragmentach Beda posługuje się Figurą retoryczną.

## Dzieła

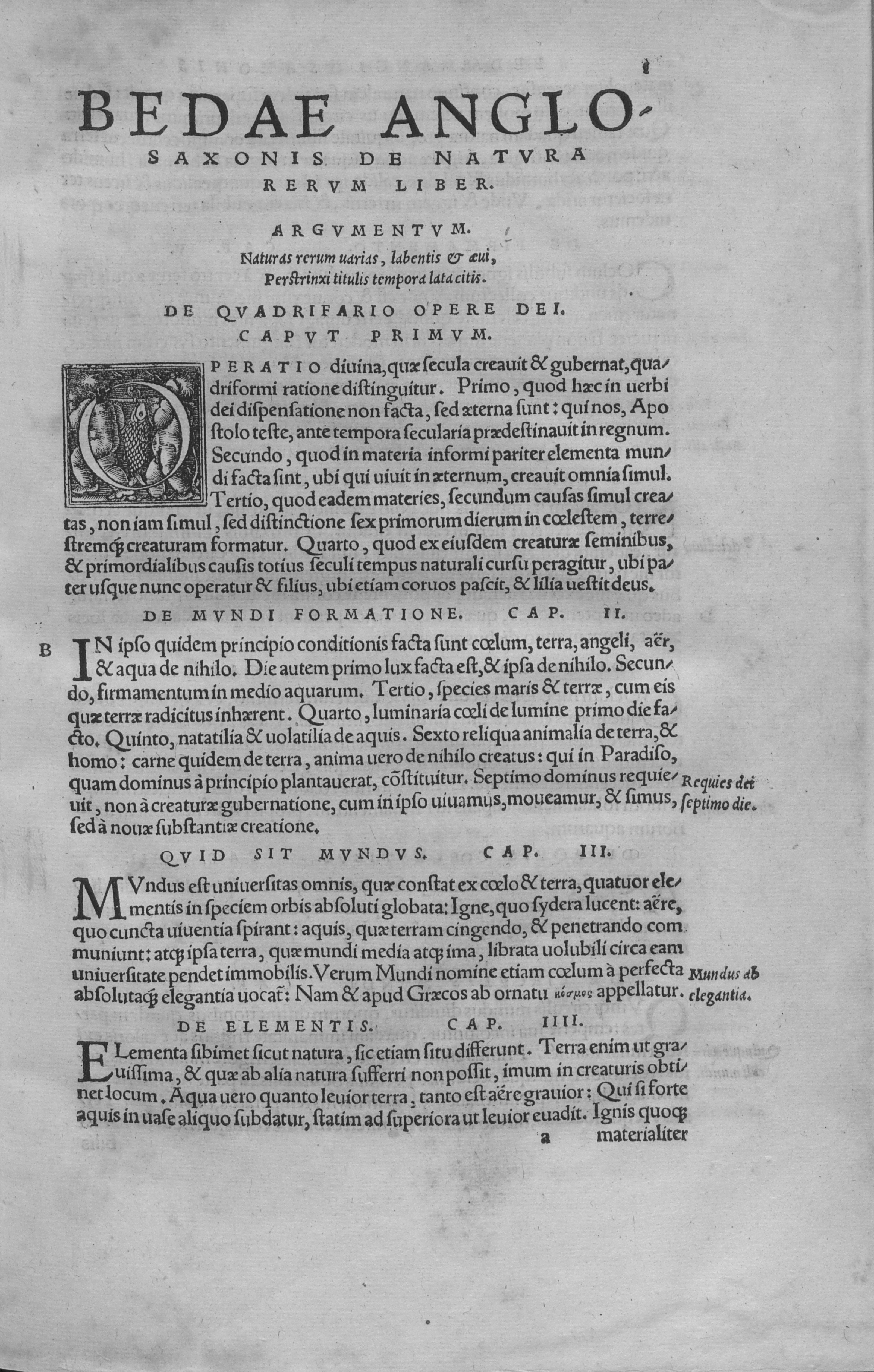
De natura rerum, 1529

Zakres dzieł Bedy (pisanych po łacinie) był szeroki: począwszy od pism nt. muzyki i metrów, poprzez komentarze do Biblii, komputy, podręczniki pisowni, retoryki, kazania, biografie, listy, homilie (z których ocalało 50), aż po dzieje Kościoła angielskiego. Tworzył także poezje, ale nie dorównują one jego prozie. Jego metoda egzegezy została przyjęta przez cały Kościół i obowiązywała aż do XX wieku.
Z jego dzieł wyraźnie widać, że był erudytą i posiadł wszelką ówczesną wiedzę, znał grekę i nieco hebrajskiego, znał dzieła klasyczne Pliniusza, Wergiliusza, Lukrecjusza, Owidiusza i Horacego, a także astronomię, matematykę i muzykę.
Komentarze biblijne Bedy wykorzystywały alegoryczną metodę interpretacji, a jego historia zawiera relacje o cudach, które współczesnym historykom wydawały się sprzeczne z jego krytycznym podejściem do materiałów w jego historii. Współczesne badania wykazały ważną rolę, jaką takie koncepcje odgrywały w światopoglądzie uczonych wczesnego średniowiecza. Chociaż postać świętego jest obecnie badana głównie jako historyk, w swoim czasie jego prace dotyczące gramatyki, chronologii i studiów biblijnych były równie ważne jak jego prace historyczne i hagiograficzne. Dzieła niehistoryczne znacznie przyczyniły się do renesansu karolińskiego. Przypisuje mu się napisanie Paenitentiale Bedae, chociaż jego autorstwo tej pracy jest kwestionowane.

### Historia ecclesiastica gentis Anglorum

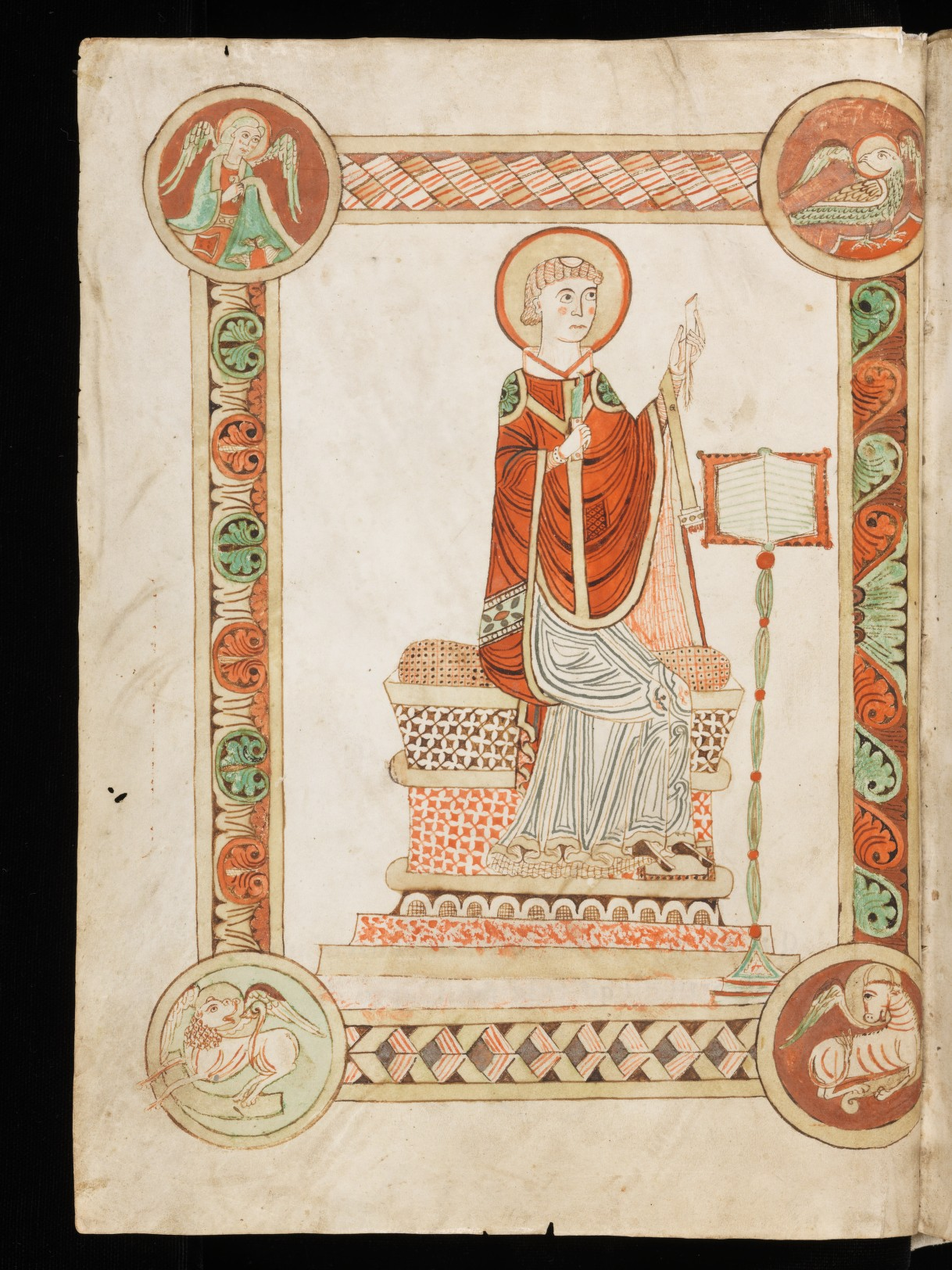
Beda Czcigodny piszący „Historia ecclesiastica gentis Anglorum”, z XII-wiecznego kodeks w opactwie w Engelbergu w Szwajcarii.

Najbardziej znanym dziełem Bedy jest „Historia ecclesiastica gentis Anglorum”, czyli „Historia kościelna narodu angielskiego”, ukończono około 731. Beda był wspomagany w pisaniu tej księgi przez Albinusa, przełożonego Opactwa św. Augustyna w Canterbury. Pierwsza z pięciu ksiąg zaczyna się od kontekstu geograficznego, a następnie szkicuje historię Anglii, poczynając od inwazji Cezara w 55 r. p.n.e. Po krótkim opisie chrześcijaństwa w rzymskiej Brytanii, w tym męczeńskiej śmierci św. Albana, następuje historia Augustyna z Canterbury w Anglii w 597 r., która przyniosła chrześcijaństwo Anglosasom. Druga księga zaczyna się od śmierci Grzegorza Wielkiego w 604 r. i śledzi dalszy postęp chrześcijaństwa w Kent i pierwsze próby ewangelizacji Nortumbrii. Zakończyło się to niepowodzeniem, gdy Penda, pogański król Mercji, zabił Edwina z Nortumbrii (władca ten w roku 627 przyjął chrześcijaństwo) w bitwie pod Hatfield Chase około 632 r. Porażka była tymczasowa, a trzecia księga opisuje wzrost chrześcijaństwa w Nortumbrii pod rządami królów: Oswalda i Oswiu. Punkt kulminacyjny trzeciej księgi to relacja z Synodu w Whitby, tradycyjnie postrzeganego jako główny punkt zwrotny w historii Anglii. Czwarta księga zaczyna się od konsekracji Teodora na arcybiskupa Canterbury i opowiada o wysiłkach Wilfryda zmierzających do sprowadzenia chrześcijaństwa do Królestwa Sussex. Piąta księga przedstawia historię do czasów Bedy i zawiera relację z pracy misyjnej we Fryzji i konfliktu z brytyjskim kościołem dotyczącego prawidłowego datowania Wielkanocy. Beda napisał przedmowę do pracy, którą dedykował Ceolwulfowi, królowi Nortumbrii. We wstępie wspomina się, że Ceolwulf otrzymał wcześniejszą wersję księgi; przypuszczalnie Ceolwulf znał wystarczająco dużo łaciny, aby ją zrozumieć, a może nawet był w stanie go przeczytać. Z przedmowy jasno wynika, że Ceolwulf poprosił o wcześniejszą kopię księgi, a Beda poprosił Ceolwulfa o zgodę; ta korespondencja z królem wskazuje, że klasztor Bedy miał koneksje wśród szlachty z Nortumbrii.

#### Źródła
Klasztor w Wearmouth-Jarrow posiadał obszerną bibliotekę. Zarówno Benedykt Biscop, jak i Ceolfryd nabyli książki na kontynencie, a w czasach Bedy klasztor był znanym ośrodkiem nauki. Szacuje się, że w bibliotece klasztornej znajdowało się około 200 książek.
W okresie poprzedzającym przybycie Augustyna w 597 r. Beda czerpał z wcześniejszych pisarzy, w tym Solinusa. Miał dostęp do dwóch dzieł Euzebiusza z Cezarei: Historii kościelnej oraz Kroniki, chociaż nie dysponował greckim oryginałem żadnej z tych prac; zamiast tego miał łacińskie tłumaczenie Historii autorstwa Rufinusa i tłumaczenie Kroniki Św. Hieronima. Znał ponadto dwa kluczowe chrześcijańskie dzieła: Adversus Paganus Pawła Orozjusza i Historia Francorum Grzegorza z Tours, a także prace pogańskiego historyka Eutropiusza. Wykorzystał dzieło Vita Germani autorstwa Konstancjusza z Lyonu jako źródło wizyt Germana z Auxerre w Wielkiej Brytanii.
Relacja Bedy o anglosaskim osadnictwie w Wielkiej Brytanii jest w dużej mierze zaczerpnięta z De Excidio et Conquestu Britanniae Gildasa. Beda mógł być również zaznajomiony z nowszymi relacjami, takimi jak Vita Sancti Wilfrithi Stefana z Ripon oraz prac Żywot Grzegorza Wielkiego i Żywot Kutberta anonimowych autorów. Czerpał także ze Starożytności autorstwa Józefa Flawiusza i dzieł Kasjodora, a w klasztorze Bedy znajdowała się kopia Liber Pontificalis. Beda cytuje kilku klasycznych autorów, w tym Cycerona, Plauta i Terencjusza, ale mógł mieć dostęp do ich prac raczej poprzez gramatykę łacińską niż bezpośrednio. Jednak jasne jest, że znał dzieła Wergiliusza i Historię naturalną Pliniusza Starszego, a jego klasztor posiadał również kopie dzieł Dionizjusza Małego.
Swoją relację o Albanie prawdopodobnie zaczerpnął z dzieła opisujące żywot tego świętego, które nie przetrwało. Bezpośrednio uznaje żywoty dwóch innych świętych; jedno to żywot Furzeusza, a drugie – żywot Æthelburha, przy czym to drugie dzieło nie przetrwało. Miał również dostęp do Żywota Ceolfryda. Niektóre materiały Bedy pochodziły z tradycji przekazywanych ustnie, w tym opis wyglądu fizycznego Paulina z Yorku, który zmarł prawie 90 lat przed napisaniem Historii Ecclesiastica.
Beda miał korespondentów, którzy dostarczali mu materiałów. Albinus, opat klasztoru w Canterbury, przekazał wiele informacji o kościele w Kent i przy pomocy Nothelma, będącego ówcześnie księdzem w Londynie, uzyskał kopie korespondencji Grzegorza Wielkiego z Rzymu dotyczącej misji Augustyna. Prawie wszystkie informacje Bedy dotyczące Augustyna pochodzą z tych listów. Mnich podziękował swoim korespondentom we wstępie do Historii Ecclesiastica; konsultował się z Danielem, biskupem Winchester w celu uzyskania informacji o historii kościoła w Wessex, a także napisał do klasztoru w Lastingham w celu uzyskania informacji o mnichach: Ceddzie i Chadzie. Beda wspomina również opata Esi jako źródło spraw kościoła we wschodniej Anglii oraz biskupa Cyneberta w celu uzyskania informacji o Lindsey.
Historyk Walter Goffart argumentuje, że Beda oparł strukturę Historii na trzech dziełach, wykorzystując je jako ramy, wokół których zbudowano trzy główne części pracy. W początkowej fazie pracy, aż do misji gregoriańskiej, Goffart uważa, że mnich użył dzieła De excidio. Druga część, szczegółowo opisująca gregoriańską misję Augustyna z Canterbury, została oparta na Żywocie Grzegorza Wielkiego, napisanym w Whitby. Ostatnia sekcja, szczegółowo opisująca wydarzenia po misji gregoriańskiej, zdaniem Goffarta, była wzorowana na Żywocie Wilfryda. Większość informatorów Bedy w celu uzyskania informacji po misji Augustyna pochodziła ze wschodniej części Wielkiej Brytanii, pozostawiając znaczne luki w wiedzy o obszarach zachodnich, czyli takich, na których prawdopodobnie byli obecni rdzenni Brytyjczycy.

#### Modele i stylistyka
Modele stylistyczne Bedy obejmowały niektórych autorów, od których czerpał materiał do wcześniejszych części swojej historii. Jego wprowadzenie naśladuje pracę Orozjusza, a jego tytuł jest echem dziełą Historia Ecclesiastica Euzebiusza z Cezarei. Beda podążał również za Euzebiuszem, biorąc Dzieje Apostolskie za wzór dla całej pracy: tam, gdzie Euzebiusz wykorzystał Dzieje Apostolskie jako temat swojego opisu rozwoju kościoła, Beda uczynił go wzorem dla swojej historii kościoła anglosaskiego. Święty obszernie cytował swoje źródła w swojej narracji, podobnie jak czynił to Euzebiusz. Wydaje się również, że Beda czasami brał cytaty bezpośrednio od swoich korespondentów. Przykładowo, regularnie używa terminów „Australes” i „Occidentales” odpowiednio dla południowych i zachodnich Sasów, ale we fragmencie pierwszej księgi używa zamiast tego „Meridiani” i „Occidui”, jak przypuszczalnie uczynił to jego informator. Na końcu pracy Beda dodaje krótką notkę autobiograficzną; był to pomysł zaczerpnięty z wcześniejszego dzieła Historia Francorum autorstwa Grzegorza z Tours.
Praca Bedy jako hagiografa i jego szczególne przywiązywanie uwagi do kwestii datowania były istotnymi elementami, które pomogły mu w napisaniu Historia Ecclesiastica. Jego zainteresowanie computus, nauką o obliczaniu daty Wielkanocy, było również przydatne w opisie kontrowersji między kościołem brytyjskim i anglosaskim na temat prawidłowej metody wyznaczania daty Wielkanocy.
Beda został opisany przez Michaela Lapidge’a jako „bez wątpienia najbardziej utalentowany łacinnik żyjący na tych wyspach w okresie anglosaskim”. Jego łacina została pochwalona za jej przejrzystość, chociaż styl w którym powstała Historia Ecclesiastica jest bardziej złożony. Znał retorykę, często używał figur retorycznych i innych tego typu form, których nie da się w prosty sposób pdtworzyć po przetłumaczeniu, w zależności od konotacji łacińskich słów. Jednak w przeciwieństwie do innych pisarzy z jego czasów, takich jak Aldhelm, którego łacina jest skomplikowana i pełna trudności, tekst samego Bedy jest łatwy do odczytania. Charles Plummer, jeden z najbardziej znanych redaktorów Historii Ecclesiastica, w następujących słowach opisuje łacinę Bedy:
```
„jest jasna i klarowna ... bardzo rzadko musimy zatrzymywać się, aby zastanowić się nad znaczeniem zdania ... Alcuin słusznie chwali Bedę za jego bezpretensjonalny styl”
[
87
]
.
```

#### Pominięcia i stronniczość
Beda jest nieco powściągliwy w kwestii kariery Wilfryda, współczesnego mu i jednego z najbardziej prominentnych duchownych swoich czasów. Może to wynikać z tego, że wystawny styl życia biskupa nie odpowiadał monastycznemu umysłowi Bedy; inną prawdopodobną przyczyną mógł być fakt, że wydarzenia z życia Wilfryda, choć pełne podziałów i kontrowersji, po prostu nie pasowały do tematyki poruszanej przez świętego, jaką była droga do zjednoczonego i harmonijnego kościoła.
Opis wczesnych migracji Anglów i Sasów do Anglii autorstwa Bedy nie zawiera żadnej wzmiank o przemieszczeniu się tych ludów przez cieśninę Kaletańską z Brytanii do Bretanii, opisanym w VI wieku przez Prokopiusza. Frank Stenton opisuje to pominięcie jako „niechęć uczonego do nieokreśloności”; tradycyjne źródła i podania, których nie można było datować ani wykorzystać do celów dydaktycznych, nie były dla niego interesujące.
Beda był Nortumbryjczykiem, co czasami nadawało jego pracom stronniczy wydźwięk. Źródła, do których miał dostęp, dostarczyły mu o zachodniej Anglii mniej informacji niż o innych obszarach. Stosunkowo niewiele opowiada o osiągnięciach Mercji i Wessexu: mimo iż Beda opisywał w swych dziełach działalność nortumbryjskich misjonarzy, to jednak nic nie wspominał o świętym Bonifacym, jednym z najważniejszych misjonarzy i reformatorów Kościoła katolickiego z początku VIII w. (o działalności którego Beda mógł posiadać wiedzę.)
Jest również powściągliwy w pochwałach dla Aldhelma - biskupa ówczesnej diecezji Sherborne, który miał znaczny udział w nawróceniu rdzennych Brytów na rzymski Katolicyzm. Wymienia siedmiu anglosaskich królów, których uważa za władców posiadających imperium, czyli zwierzchnictwo; z kolei wymienia tylko jednego króla Wessexu: Ceawlina (którego określał tytułem Bretwalda). Jednocześnie pomija wszelkich władców Mercji, chociaż w innych dziełach uznaje świecką władzę, jaką posiadało kilku Mercjan. Historyk Robin Fleming stwierdza, że mnich był tak wrogo nastawiony do Mercji, ponieważ Nortumbria została osłabiona przez potęgę tego państwa, w związku z czym Beda postanowił nie korzystać z informacji, pochodzących z Mercji; ponadto nie zamieszczał żadnych opowieści o jej świętych.
Beda przytacza historię misji Augustyna z Rzymu i opowiada, jak brytyjskie duchowieństwo odmówiło pomocy Augustynowi w nawróceniu Anglosasów. To zdarzenie - w połączeniu z negatywną oceną brytyjskiego kościoła przez Gildasa w czasie inwazji anglosasów - doprowadziło Bedę do bardzo krytycznego spojrzenia na rodzimy kościół. Jednak Beda ignoruje fakt, że w czasie misji Augustyna historia między nimi była pełna wojen i podbojów, która - jak stwierdziła miediewistka Barbara Yorke - naturalnie „powstrzymałaby wszelkie impulsy misyjne w kierunku Anglosasów ze strony brytyjskiego duchowieństwa”.

### ważniejsze dzieła
Napisał między innymi:
- De temporum ratione, traktat o chronologii (725),
- Historia ecclesiastica gentis Anglorum (731) – opisuje czasy od inwazji Juliusza Cezara 55 p.n.e. do 731 n.e. Dzieło ma walory dokumentu historycznego, docenione zostało bardzo wcześnie. Na język staroangielski przełożył je osobiście Alfred Wielki w IX wieku.
- De rerum natura – przegląd świeckiej wiedzy o wszechświecie.

oraz:
- Martyrologium Bedy, które posłużyło późniejszym wykazom świętych Kościoła,
- żywoty świętych, m.in.: Kutberta, Feliksa z Noli, Atanazego Wielkiego.

Wydania pism Bedy:
- Strasburg 1473
- Mediolan 1473
- Paryż 1544–1545
- Bazylea 1563
- Kolonia 1602
- Anglia 1843–1844

## Znaczenie
W 836 roku Synod w Akwizgranie (Synodus Aquisgranensis) nadał mu przydomek Venerabilis – Czcigodny.
Kardynał Robert Bellarmin powiedział o Bedzie: „Zachód mądrością swoją oświecił”.
Współcześnie Beda Czcigodny uznawany jest za ostatniego z ojców Kościoła zachodniego. Wcześniej za ostatniego uznawani byli Grzegorz Wielki i Izydor z Sewilli.

## Patronat
Jest patronem lektorów, angielskich pisarzy i historyków oraz miasta Jarrow.

## Dzień wspomnienia
Jego wspomnienie liturgiczne obchodzone jest:
- 23 maja w zakonach trapistów (OCSCO) i cystersów (OCist.) w Mediolanie,
- 25 maja (według Martyorologium romanum 27 lipca) w Kościele katolickim (również w Anglii), anglikańskim i ewangelickim w Niemczech (EKD) [bez kultu]
- 9 czerwca w ewangelicko-luterańskim w USA (ELCA) [bez kultu].

W Cerkwi prawosławnej święty mnich Beda Czcigodny, ros. Преподобный Беда Достопочтенный, wzmiankowany jest w literaturze żywotów prawosławnych świętych spisanych przez Bedę.

## Relikwie
Po śmierci Bedy jego ciało złożono w Jarrow, w kościele opackim. W roku 1030 zostały zabrane przez zawodowego złodzieja relikwii. Odnaleziono je w Durham w 1104 roku w trumnie św. Kutberta. Wydzielono je z urny wspólnej i relikwie św. Bedy złożono w nowym relikwiarzu wysadzanym drogimi kamieniami. W czasie odstępstwa od wiary króla Henryka VIII w roku 1541 sprofanowano śmiertelne szczątki św. Bedy i wyrzucono je z kościoła. Część z nich zdołała ocaleć. Na 700-lecie jego urodzin (1373) wystawiono mu grobowiec w katedrze w Durham.

## Proces kanonizacyjny
W 1899 roku papież Leon XIII podczas kanonizacji ogłosił Bedę doktorem Kościoła.